# جون نورمان
جون نورمان (بالإنجليزية: John Norman)‏ (3 يونيو 1931، شيكاغو في الولايات المتحدة)؛ كاتب، سيناريست، فيلسوف، أستاذ جامعي وروائي أمريكي.

## روابط خارجية
- جون نورمان على موقع IMDb (الإنجليزية)
- جون نورمان على موقع إن إن دي بي (الإنجليزية)
- جون نورمان على موقع قاعدة بيانات الفيلم (الإنجليزية)